# Semisalvaje

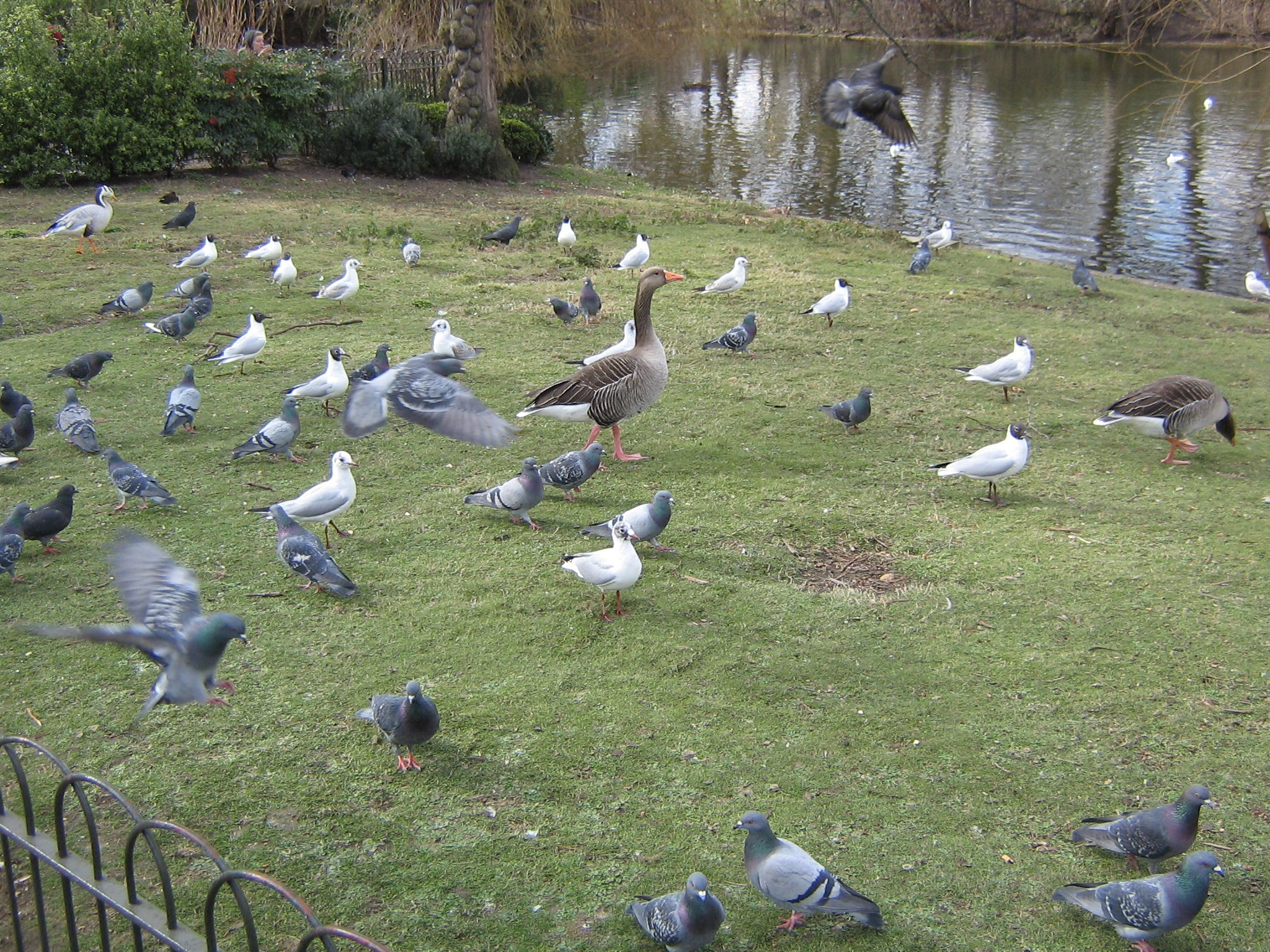
Aves semisalvajes en un parque público del centro de una gran ciudad.

Semisalvaje es una palabra compuesta que define todo aquello que se encuentra en el punto medio entre el estado salvaje y el doméstico o civilizado, a medio camino del control o del hacer de la mano del hombre.
Se aplica indiferentemente a lugares o a seres del reino animal o vegetal, para ditinguirlos bien de aquellos otros que, o son domésticos o cultivados y también distinguirlos de aquellos otros completamente alejados de la influencia humana.